# Distrito Escolar Unificado de Ventura
El Distrito Escolar Unificado de Ventura (Ventura Unified School District en inglés) es el distrito escolar en California, Estados Unidos. El distrito tiene escuelas en la Ciudad de Ventura. Tiene su sede en Ventura.

## Escuelas

### Escuelas secundarias
- Buena High School
- Pacific High School
- Ventura High School
- El Camino High School at Ventura College
- Foothill Technology High School
- Community Day School